# Omar Khadr

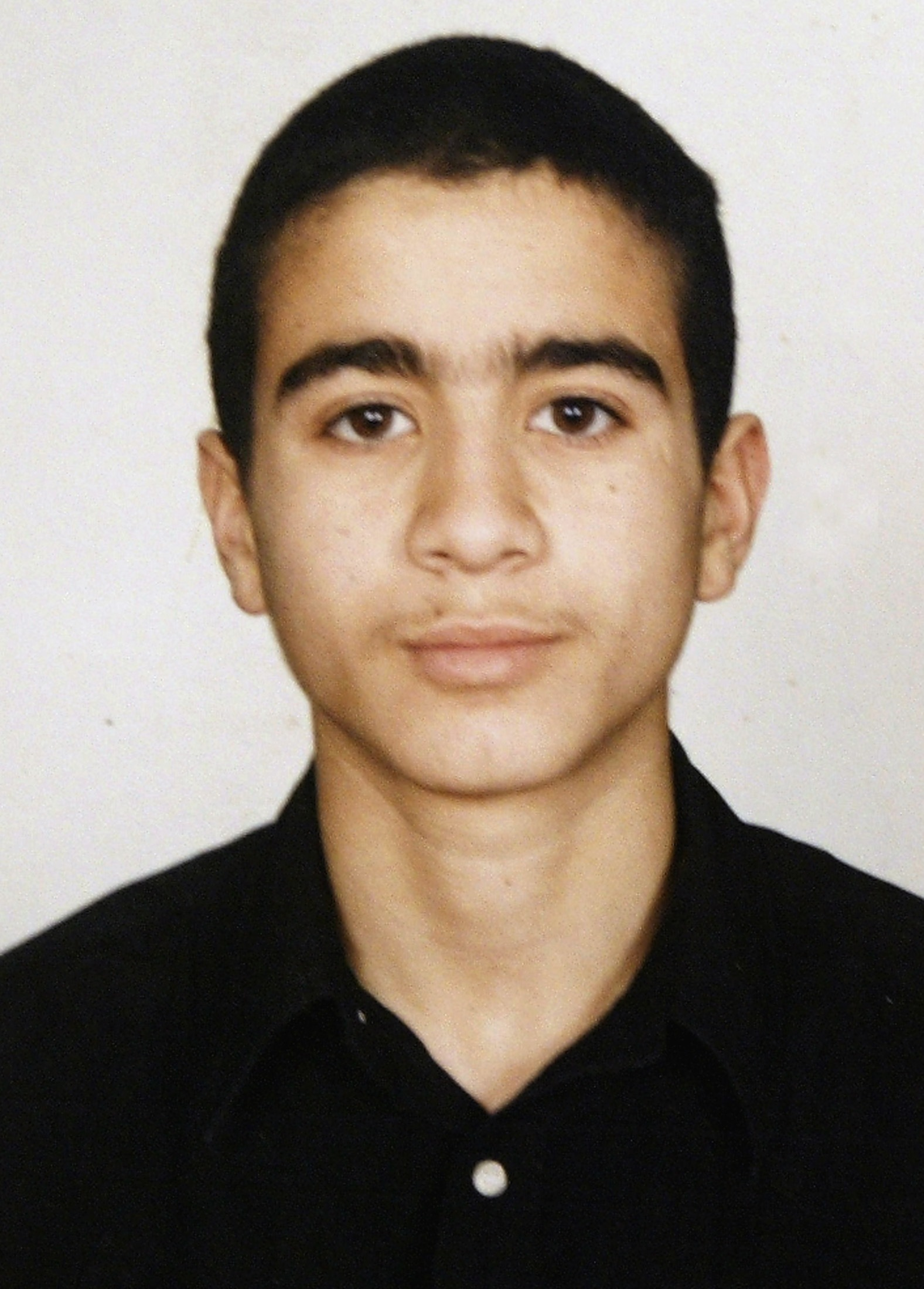
Omar Khadr in 2001

Omar Ahmed Khadr (Toronto, 19 september 1986) is een Canadese jongen, die op 27 juli 2002, toen hij vijftien was, in Afghanistan werd gearresteerd door Amerikaanse troepen en van oktober 2002 tot oktober 2012 vastzat op Guantanamo Bay, waarna hij werd overgebracht naar Canada.

## Eerder leven
Omar Khadr werd, evenals zijn vijf broers en zussen, geboren in Canada. Zijn ouders waren Canadese staatsburgers, maar zijn vader, Ahmed Said Khadr, werkte in Afghanistan voor een organisatie die weeskinderen onderbracht. Hij raakte in 1992 gewond door een landmijn en kwam terug naar Canada. Toen hij een jaar later weer vertrok naar Afghanistan, nam hij zijn hele gezin mee. Het gezin Khadr leefde in de directe omgeving van Osama bin Laden, deze informatie is uitgebracht na beelden die door het CSIS werden uitgegeven. Hierin is duidelijk te zien dat deze informatie door middel van marteling ontvangen is. In Afghanistan zou Omars broer Abdurahman, toen elf jaar oud, naar een militair trainingskamp zijn gestuurd. Er wordt van uitgegaan dat alle zoons van Ahmed Said Khadr een gevechtstraining hebben gehad toen ze nog kind waren.

## Gevangenname
Op 27 juli 2002 was Omar in een gebied rond de stad Khost, dat op dat moment omsingeld was door Amerikaanse troepen. Volgens Amerikaanse bronnen werd het gezelschap van Omar opgeroepen zich over te geven, maar deze gaven daar geen gehoor aan. Dit liep uit in een vuurgevecht. In dit gevecht is volgens het Amerikaanse leger Omar Khadr tevoorschijn gekomen en heeft een granaat gegooid, waarbij sergeant Christopher Speer omkwam en drie anderen van zijn team gewond raakten. Tot op de dag van vandaag is nog nooit bewezen dat Omar daadwerkelijk deze granaat heeft gegooid. Toen de Amerikaanse militairen hem vonden was hij zwaargewond. Er werd drie keer op Omar geschoten, waarbij hij bijna blind raakte aan een oog. Zijn leven werd gered door Amerikaanse doktoren. Hij werd gearresteerd en overgebracht naar het gevangenenkamp Bagram. In oktober 2002 werd hij overgebracht naar Guantanamo Bay op Cuba.

## Aanklacht
Op 24 april 2007 werd Khadr aangeklaagd voor samenzwering, moord en het helpen van de vijand. Hiervoor had hij de doodstraf kunnen krijgen.
In oktober 2010 kreeg Khadr, in ruil voor een schuldbekentenis, acht jaar gevangenisstraf in plaats van levenslang. Het maakte hem, sinds de Amerikaanse invasie in Afghanistan in 2001, de eerste persoon die als oorlogscrimineel veroordeeld werd, en de eerste minderjarige sinds de processen van Neurenberg na de Tweede Wereldoorlog. Zijn advocaat liet weten dat zijn cliënt desnoods had bekend John F. Kennedy te hebben neergeschoten.
Later ging hij in beroep, Khadr vertelde dat hij schuld had bekend terwijl dat niet zo was. Hij deed dit omdat hij dan terug naar Canada kon gaan. Later klaagde hij de Canadese overheid aan voor het schenden van zijn rechten van het Canadian Charter of Rights and Freedoms. In 2017 verontschuldige de federale overheid zich en betaalde 10.5 miljoen Canadese dollar.

## Overbrenging naar Canada
Eind september 2012 werd Khadr overgebracht naar Canada, om daar de rest van zijn straf uit te zitten. Hij kwam begin 2013 in aanmerking voor vervroegde vrijlating. Op 7 mei 2015 werd hij onder strikte voorwaarden vrijgelaten.